# Lujza Farkas
Lujza Farkas, född 1818, död 1892, var en ungersk skådespelare.  Hon debuterade 1821 och var engagerad vid Nationalteatern, Budapest 1844-48 och 1857-1891. Hon var först känd för sina hjältinneroller och övergick sedan till modersroller. Hon var gift med kollegan Dániel Szathmáry.